# Operación PBFORTUNE

Emblema de la CIA, parte del gobierno de EE. UU.

La operación PBFORTUNE era el nombre de un llamado «plan de emergencia» elaborado por la Agencia Central de Inteligencia (CIA) estadounidense para derrocar y eliminar al presidente electo guatemalteco Jacobo Arbenz en caso de que la agencia considerara que era una amenaza comunista para el continente. Este plan fue el precursor del Golpe de Estado de 1954 (nombre en clave: PBSUCCESS), la operación encubierta que instauró al gobierno del coronel Carlos Castillo Armas y sirvió de ensayo para intervenir en otros países americanos.
Aunque PBFORTUNE fuera aprobado oficialmente el 9 de septiembre de 1952, varios pasos de la estrategia ya estaban decididos previamente. En enero de 1952, oficiales de la Dirección de Planes de la CIA redactaron una lista de «top de comunistas que el nuevo gobierno desearía eliminar inmediatamente para un golpe anticomunista exitoso». Posteriormente, en abril de 1952, el presidente nicaragüense Anastasio Somoza García visitó al Presidente de EE. UU. Harry Truman para conspirar contra la nación guatemalteca: explicó que si EE. UU. le proporcionaba armas colaboraría con el coronel exiliado Carlos Castillo Armas para derrocar a Arbenz. Después de que un agente de CIA investigase la viabilidad de tal plan, este fue propuesta que la CIA suministrara los armamentos requeridos y doscientos cincuenta mil dólares a Castillo Armas mientras Nicaragua y Honduras suministrarían apoyo aéreo a los rebeldes anticomunistas. 
Una parte del plan de la CIA exigía el asesinato de más de cincuenta y ocho guatemaltecos y el coronel Castillo Armas acordó en colaborar con la petición del general Rafael Leónidas Trujillo, dictador dominicano, para asesinar a cuatro ciudadanos dominicanos presentes en territorio de Guatemala. Otros planes de asesinato continuaron después de la finalización del PBFORTUNE en octubre de 1952, cuando la CIA descubrió que su plan había sido descubierto.

## Cronología de la operación PBFORTUNE
La siguiente es una cronología de los principales sucesos que ocurrieron durante PBFORTUNE:
| Fecha                    | Suceso |
| ------------------------ | --- |
| 15 de mayo de 1950       | Thomas Corcoran, quien cabildeaba para la United Fruit Company en el congreso de los Estados Unidos, se reunió con el asistente del secretario para asuntos interamericanos, Thomas Mann, para solicitarle ayuda para derrocar al presidente Juan José Arévalo. |
| 3 de septiembre de 1950  | Un operativo de la CIA llegó a la Ciudad de Guatemala y estableció contacto con un grupo estudiantil anticomunista. |
| 11 de noviembre de 1950  | Árbenz fue elegido presidente. |
| 15 de marzo de 1951      | Árbenz tomó posesión como presidente. |
| 22 de agosto de 1951     | La United Fruit Company advirtió a sus trabajadores de que cualquier incremento en los sueldos haría insostenibles las operaciones en Guatemala y la forzaría a retirarse del país. |
| 15 de septiembre de 1951 | Una tormenta tropical arrasó con las principales plantaciones de la United Fruit Company en Tiquisate; la frutera anunció posteriormente que no iba a rehabilitar las plantaciones hasta que hubiese concluido un estudio económico de sus operaciones en Guatemala. |
| 26 de septiembre de 1951 | La United Fruit Company suspendió a tres mil setecientos cuarenta y dos empleados, rehusándose a cumplir con la orden del inspector general de trabajo de Guatemala para que rehabilitara a los trabajadores suspendidos. |
| 30 de octubre de 1951    | Walter Turnbull, vicepresidente de la United Fruit Company le dio un ultimátum a Árbenz: la UFCO no iba a reabrir sus plantaciones sin que tuviera la seguridad de que los costos de la mano de obra se mantuvieran estables por tres años y sólo con la eliminación de leyes desfavorables. |
| 5 de noviembre de 1951   | El director de la Central de Inteligencia Americana Dulles y King recibieron a representantes de la UFCO, quienes les ofrecieron inteligencia, ayuda logística y financiera para cualquier programa que la CIA desarrollara para derrocar al presidente Árbenz. |
| 19 de diciembre de 1951  | La Great White Fleet de la United Fruit Company anunció que iba a bajar el número de viajes de pasajeros a Guatemala. |
| 2 de enero de 1952       | La Corte de Apelaciones de Trabajo dictaminó que la United Fruit Company debía reiniciar sus operaciones en Tiquisate y pagarle a sus tres mil setecientos cuarenta y dos empleados los sueldos atrasados. |
| 12 de marzo de 1952      | El inspector general de la CIA, Stuart Hedden, se reunió con el abogado de la United Fruit Company Thomas Corcoran quien le aseguró que la UFCO apoyaba el movimiento revolucionario de Castillo Armas. |
| 22 de marzo de 1952      | Memo interno de la CIA indicó que la agencia iba a ayudar a Castillo Armas desde ese momento. |
| 25 de marzo de 1952      | La oficina de la CIA en la Ciudad de México empezó a recibir reportes semanales de parte de Castillo Armas. |
| abril de 1952            | El presidente Somoza de Nicaragua visitó Washington D. C. |
| 17 de junio de 1952      | Árbenz aprobó la ley de Reforma Agraria. |
| julio de 1952            | El presidente Anastasio Somoza de Nicaragua regresó a Managua a bordo de un avión militar norteamericano. Durante el vuelo convenció al coronel Cornelius Mara, asistente militar del presidente Truman de presentarle al presidente el plan para ayudar a Castillo Armas. |
| 10 de julio de 1952      | Allen Dulles se entrevistó con el secretario de estado Mann para solicitar la aprobación de la operación PBFORTUNE: un plan para derrocar a Árbenz con la ayuda de Carlos Castillo Armas. |
| 7 de agosto de 1952      | Se inició la distribución de tierras en Guatemala de acuerdo a la Reforma Agraria. |
| 18 de agosto de 1952     | El director de la Central de Inteligencia Americana aprobó la operación PBFORTUNE. |
| 2 de octubre de 1952     | La aerolínea estadounidense Pan American llegó a un acuerdo con sus trabajadores guatemaltecos que habían estado en huelga por tres meses, incrementándoles el sueldo en veintitrés centavos. |
| 3 de octubre de 1952     | Luego de varios cuestionamientos indiscretos por parte de algunos diplomáticos latinoamericanos acerca de la inminente operación encubierta, el asistente del secretario de Estado Mann envió un telegrama al Secretario de Estado Achesn para informarle de estos cuestionamientos y del descubrimiento de que el plan contemplaba suministrarle armas a Castillo Armas, y no sólo la ayuda financiera originalmente autorizada por el estado. |
| 8 de octubre de 1952     | Acheson y Bruce convocaron a Wisner y a King y les ordenaron detener la operación PBFORTUNE. |